# 鯨落

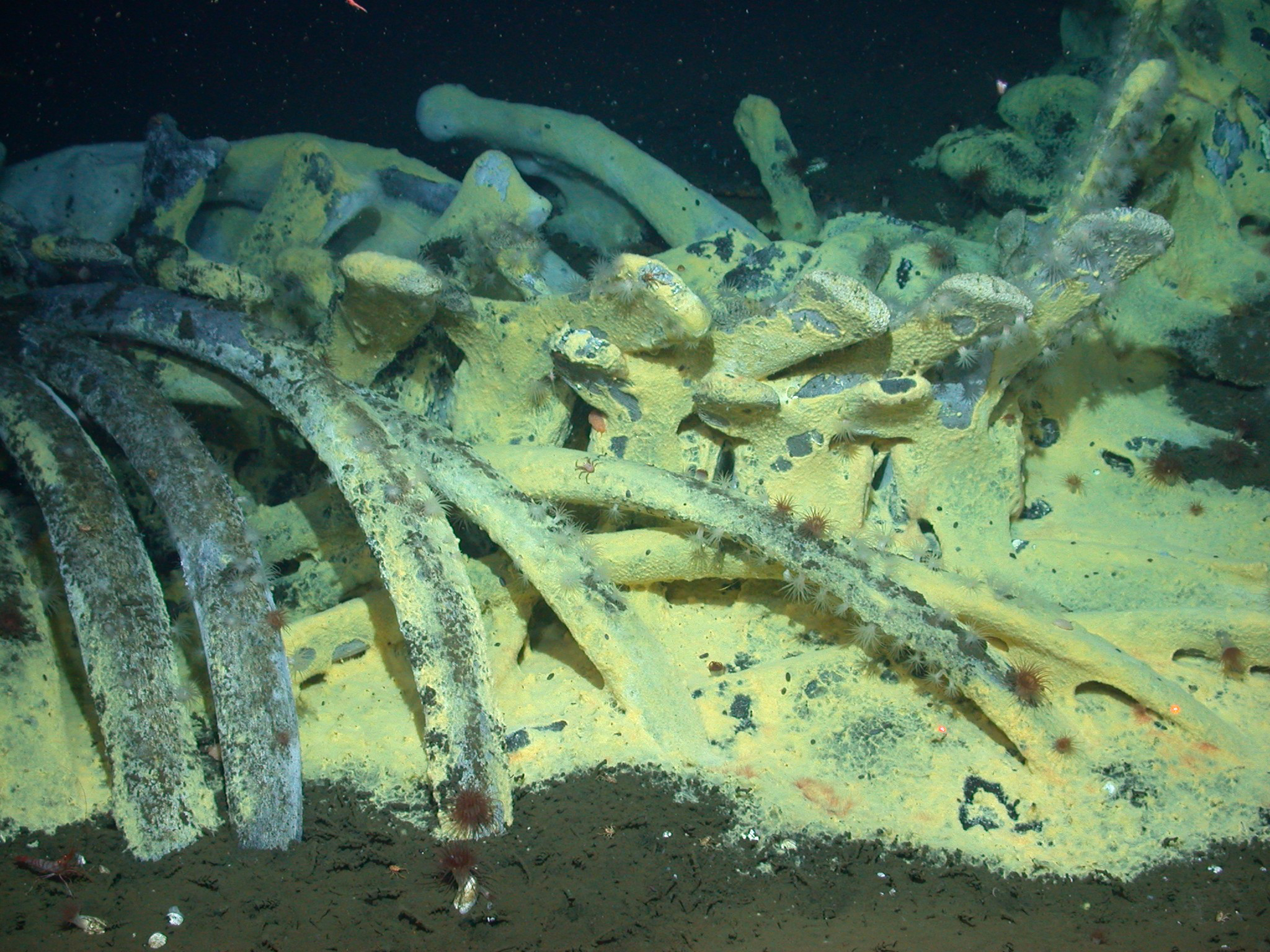
被称作深海生命“绿洲”的鲸落

鯨落（英語：Whale fall），指掉入洋盆或深渊的鲸的尸体，因為鲸類等動物巨大的身躯無法快速被食腐動物分解殆盡，而會落入海底。屍體落入海底的過程可以長達數月至數年，會為食物鏈的各類型消費者，包括深海魚類、甲殼類、多毛類、還有各種細小的生物提供食物。最後剩下的骨架會釋放硫化氫提供給生產者化能合成，這個過程可以持續數年，還有一些厭氧生物可以吃掉鯨骨、分解脂類。鲸鱼骨架可以支撑丰富的群落数年到数十年，既可以作为无脊椎动物定居的硬基质（或表面），也可以作为鲸骨有机化合物腐烂产生的硫化物的来源。只要食物来源存在，微生物就依靠这些化学反应释放的能量生存，并形成生态系统的基础。

## 外部連結
- Smith and Baco 2003 paper on whale fall ecology (University of Hawaii)
- Article from NOAA's Undersea Research program (NURP)
- Robin Meadows, "A Whale of a Tale"
- (Science Daily), University of California, Berkeley, "Fossil Whale Puts Limit On Origin Of Oily, Buoyant Bones In Whales" （页面存档备份，存于） 14 September 2007